# District de Jamtara
Le district de Jamtara est un district de l'état du Jharkhand, en Inde,

## Géographie
Au recensement de 2011, sa population compte 790 207 habitants.
Son chef-lieu est la ville de Jamtara. 